# Acento (falacia)
La falacia de acento o énfasis (también llamada accentus, por su denominación en latín, y acento engañoso) es un tipo específico de ambigüedad que se produce cuando se cambia el significado de una frase marcando un acento oracional (énfasis en una palabra) inusual o cuando, en un pasaje escrito, no se aclara en qué palabra debe recaer el énfasis. También se incluye en esta falacia la ambigüedad gramatical causada por el uso incorrecto de los signos de puntuación.

## Historia

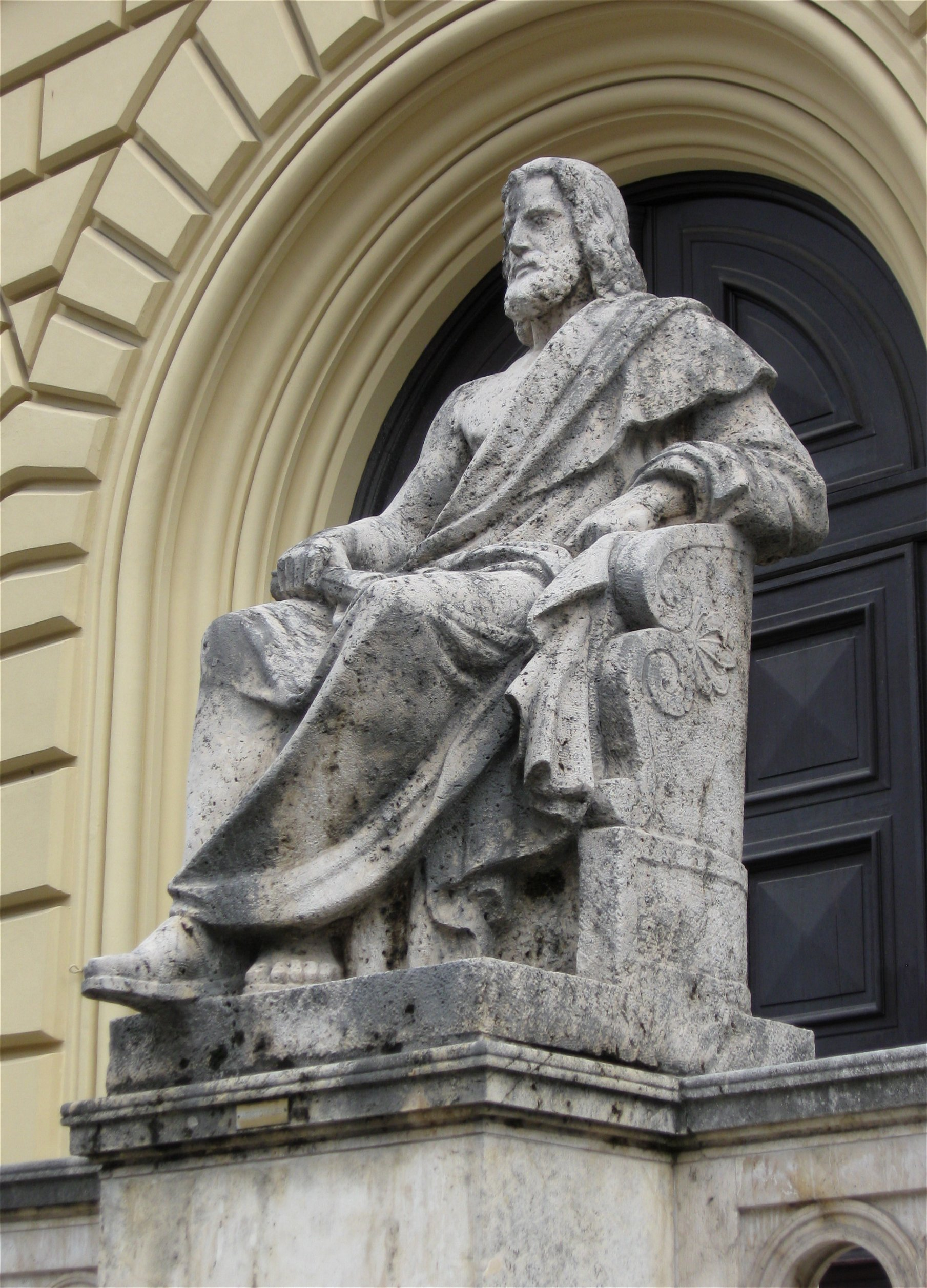
Estatua de Aristóteles de la Biblioteca Estatal de Baviera

Entre los trece tipos de falacias de su libro Refutaciones Sofísticas, Aristóteles habla de una que denomina προσῳδία (prosodia), que más tarde se tradujo al latín como accentus. Aunque se considera un pasaje de difícil comprensión, se interpreta generalmente como una referencia a la ambigüedad que surge cuando una palabra se puede confundir con otra cambiando los fonemas suprasegmentales, que en griego antiguo corresponden a los diacríticos (acentos y aspiraciones). Cabe señalar que, puesto que las palabras despojadas de sus diacríticos no existen realmente en griego antiguo, esta noción de acento resultó problemática para comentaristas posteriores.
Sea cual sea su interpretación, la falacia permanece más o menos limitada a cuestiones de acento léxico en la tradición aristotélica, hasta que más tarde empezó a identificar también los cambios en el acento oracional.

## Ejemplos
Para entender mejor los ejemplos, por favor lea lentamente la palabra en cursiva; así notará la diferencia de acentos.
Yo no realicé la prueba ayer. (La realizó otra persona).
Yo no realicé la prueba ayer. (No la realicé).
Yo no realicé la prueba ayer. (Hice otra cosa con ella).
Yo no realicé la prueba ayer. (Realicé una diferente).
Yo no realicé la prueba ayer. (Realicé otra cosa).
Yo no realicé la prueba ayer. (La realicé otro día).